# Episodi di Knightfall (prima stagione)
La prima stagione della serie televisiva Knightfall, composta da 10 episodi, è stata trasmessa negli Stati Uniti dal canale History dal 6 dicembre 2017 al 7 febbraio 2018.
In Italia, la stagione è andata in onda in prima visione assoluta sul canale History dal 13 dicembre 2017 al 14 febbraio 2018.
| nº | Titolo originale                             | Titolo italiano            | Prima TV USA     | Prima TV Italia  |
| -- | -------------------------------------------- | -------------------------- | ---------------- | ---------------- |
| 1  | You'd Know What to Do                        | Saprai cosa fare           | 6 dicembre 2017  | 13 dicembre 2017 |
| 2  | Find Us the Grail                            | Portaci il Graal           | 13 dicembre 2017 | 20 dicembre 2017 |
| 3  | The Black Wolf and the White Wolf            | Lupo nero, lupo bianco     | 20 dicembre 2017 | 27 dicembre 2017 |
| 4  | He Who Discovers His Own Self, Discovers God | Trova te stesso, trova Dio | 27 dicembre 2017 | 3 gennaio 2018   |
| 5  | Hard Blows Will Banish the Sin               | Pentiti, fratello          | 3 gennaio 2018   | 10 gennaio 2018  |
| 6  | The Pilgrimage of Chains                     | L'inganno svelato          | 10 gennaio 2018  | 17 gennaio 2018  |
| 7  | And Certainly Not the Cripple                | Il volere di Dio           | 17 gennaio 2018  | 24 gennaio 2018  |
| 8  | IV                                           | IV                         | 24 gennaio 2018  | 31 gennaio 2018  |
| 9  | Fiat!                                        | La scomunica               | 31 gennaio 2018  | 7 febbraio 2018  |
| 10 | Do You See the Blue?                         | Alza gli occhi al cielo    | 7 febbraio 2018  | 14 febbraio 2018 |

## Saprai cosa fare
- Titolo originale: You'd Know What to Do
- Diretto da: Douglas Mackinnon
- Scritto da: Don Handfield e Richard Rayner

### Trama
1291: i Templari stanno difendendo la città di Acri in Terra santa, la loro roccaforte, dall'attacco delle truppe dei mori. Quando ormai la speranza di salvare la città svanisce, cercano di portare in salvo il Graal. Durante la fuga, però, la nave su cui è imbarcato il Graal viene affondata e il calice si perde sul fondo del mare.
Circa quindici anni dopo i Templari sono di stanza a Parigi, mal visti da Guglielmo di Nogaret, cancelliere di Filippo IV di Francia, allievo di Landry nell'arte della spada. In questi anni si sono dedicati solo a prestiti, perdendo la loro natura guerriera. Secondo Goffredo, loro Maestro, sarà Dio a decretare il momento in cui potranno riprendere la Terra Santa. Lo stesso Goffredo, all'improvviso, parte per una commissione fuori città, lasciando il comando a Landry, il quale trova un'arancia che è servita come segnale misterioso per la partenza di Goffredo.
Goffredo viene dunque attaccato fuori città e giunge in fuga alla fattoria di un ragazzo di nome Parsifal. I due insieme sconfiggono i banditi, ma Goffredo viene ferito a morte. In fin di vita, Goffredo affida a Parsifal la sua spada per riportarla a Landry, che nel frattempo sta intrattenendo una relazione con la regina Giovanna. Parsifal esegue l'ordine, mentre un ebreo a Parigi uccide un cristiano per averlo insultato. Per ordine del Re, manipolato da De Nogaret, il cui obiettivo è sottrarre il denaro ai banchieri ebrei, l'intera comunità giudea viene fatta evacuare. Giovanna, però, origliando una conversazione di De Nogaret, avvisa Landry che l'avvocato ha intenzione di compiere un massacro. Gli ebrei vengono assaliti fuori città, ma i Templari di Landry sconfiggono gli assalitori, mentre nell'elsa della spada di Goffredo viene ritrovata una pietra blu che, montata su un candelabro, rivela la posizione del Graal: la Francia.
Tornati alla fattoria di Parsifal per recuperare il corpo di Goffredo, il ragazzo trova la propria moglie Marie uccisa.

## Portaci il Graal
- Titolo originale: Find Us the Grail
- Diretto da: Douglas Mackinnon
- Scritto da: Don Handfield e Richard Rayner

### Trama
Papa Bonifacio VIII giunge a Parigi e viene messo al corrente da Landry sulla posizione del Graal. Il Papa lo spinge a scoprire di più, perché una volta recuperato il Graal si potrà lanciare un'offensiva in Terra Santa. Landry, dopo aver giurato di mantenere il segreto, viene nominato Maestro del Tempio. Galvano viene inviato a recuperare il cadavere di Goffredo, ma scopre che è stato riesumato e rubato. Giunto sul luogo, Landry vuole interrogare Parsifal, il quale però è partito per vendicare la morte di Marie. Parsifal raggiunge l'assassino della moglie in un convento, inseguito da Landry che stordisce il bandito. L'uomo, interrogato da Landry, rivela di prendere ordini da un uomo di nome Roland, che in questo momento non sa dove sia. Nel sotterraneo i banditi stanno profanando il cadavere di Goffredo e vengono attaccati da Landry e il suo gruppo, non prima che riescano a inviare un messaggio a Roland, firmato "IV". Il corpo di Goffredo viene riportato a Parigi e a Parsifal viene offerto un posto tra i Templari. A Galvano invece, sempre più dolorante per una vecchia ferita alla gamba, viene assegnato, contro la sua volontà, un nuovo compito: addestrare le nuove reclute. Draper, il medico dei Templari, opera un'autopsia sul cadavere di Goffredo, rinvenendo una chiave nell'intestino dell'ex Maestro.
Re Filippo è in dubbio se dare in sposa la figlia Isabella al principe Luigi di Catalogna o al principe Edoardo d'Inghilterra. I due pretendenti sono appoggiati rispettivamente dalla regina Giovanna e da De Nogaret, che è anche convinto che il Papa sia a Parigi per qualche motivo segreto. Il Re decide di chiedere consiglio al Papa per prendere una decisione. De Nogaret cerca di manipolare il Papa nella decisione, ma il Santo Padre non cede. De Nogaret, quindi, organizza un attentato ai suoi danni. L'attentato non va a buon fine e il Papa sceglie di dare  Isabella in sposa al principe di Catalogna.
De Nogaret, nel mezzo delle sue macchinazioni, incontra Galvano in una locanda, che sta infrangendo i suoi voti ubriacandosi. Gli propone, quindi, di unirsi alla Guardia Reale offrendogli anche le cure di un medico, in cambio di informazioni riguardo al vero motivo per cui il Papa si trova a Parigi. Galvano, quindi, mette al corrente De Nogaret dell'ubicazione del Graal in terra francese.

## Lupo nero, lupo bianco
- Titolo originale: The Black Wolf and the White Wolf
- Diretto da: David Petrarca
- Scritto da: Dominic Minghella

### Trama
La chiave rinvenuta nel corpo di Goffredo sembra non aprire nessuna porta o forziere all'interno del tempio. Incastonata sullo stesso candelabro della pietra blu, proietta sul pavimento lo stemma della famiglia De Caux, una famiglia a cui i Templari hanno prestato un ingente somma di denaro che non è mai stata restituita. Una volta giunti alla tenuta, i due scoprono che il capo della famiglia De Caux, Marcello, altri non è che Goffredo stesso. In passato Marcello, dopo aver tentato di uccidere per invidia il fratello ed essere in seguito stato da lui perdonato, cambiò il suo nome e diventò un Templare. Venuto in possesso del Graal, lo utilizzo per guarire il fratello, rimasto storpio dopo il tentato assassinio. Il fratello, che è ora abitante della casa De Caux, sta per dare a Landry una pergamena con le indicazioni per raggiungere il Graal, ma viene ucciso da un uomo misterioso. Tancredi si mette al suo inseguimento, mentre Landry se la vede con un altro uomo mascherato che lo invita ad interrompere la sua ricerca. Prima che Tancredi riesca finalmente a stordirlo, l'uomo lancia la pergamena nel fuoco, mentre il compagno riesce a scappare. L'uomo stordito, un saraceno, viene portato al tempio dove viene visto anche da Galvano, che non perde tempo e mette al corrente De Nogaret. Landry, sentitosi tradito da Goffredo, confessa i suoi peccati al Papa che lo assolve e lo invia sulle tracce del Graal. Interrogato da Galvano, il saraceno non dà indicazioni sull'ubicazione del Graal, ma pronuncia solo minacce per i Templari e per Parigi.
Intanto, Giovanna è in preda a nausee mattutine, che presagiscono ad una gravidanza. Una volta ottenuta la sicurezza di essere incinta, la Regina strappa al medico la promessa di non far sapere a nessuno della gravidanza. Intanto, cerca un modo per interrompere la gravidanza. Per non creare sospetti riguardo al corpo di Goffredo, Landry continua l'addestramento del Re, il quale confida al Maestro i suoi dubbi riguardo al proprio matrimonio e gli chiede di indagare sul comportamento della Regina, sempre più lontana dal marito. Landry si rifiuta, scatenando l'ira del Re. Durante un banchetto, Landry riesce a parlare con Giovanna e gli racconta degli ultimi sviluppi sul Graal, ma prima che lei possa rivelargli della gravidanza, lui pone fine al loro rapporto. Una volta tornata piangendo nelle sue stanze, seguita da De Nogaret, la regina assume una pozione per abortire.
La decisione di dare Isabella in sposa al principe di Catalogna fa infuriare il re di Inghilterra che, tramite il suo ambasciatore, fa sapere a Filippo che, se la promessa di matrimonio non verrà mantenuta, si scatenerà una guerra. Filippo non pare spaventato dall'ipotesi di un conflitto, sicuro che l'esercito di Catalogna verrà in suo aiuto. L'ambasciatore catalano, però, avvisa De Nogaret che l'esercito catalano non morirà per la Francia. Secondo le macchinazioni di De Nogaret, la prossima mossa sarà spingere il Re ad annullare il matrimonio con Luigi di Catalogna e riconsiderare quello con Edoardo. Purtroppo per De Nogaret, quello che si spacciava per aiutante dell'ambasciatore di Catalogna, si rivela essere il principe Luigi che, finalmente sicuro della purezza dei sentimenti di Isabella, decide di dare aiuto militare alla Francia. Luigi e Isabella consumano una notte d'amore prima del matrimonio, sotto gli occhi di De Nogaret che li sta spiando.
Sia Galvano che Parsifal iniziano il loro nuovo percorso. I primi compiti che Galvano assegna sono compiti semplici, come distribuire il pane ai mendicanti. Parsifal viene immediatamente derubato della sua pagnotta da una ragazza che riesce però a fuggire. Ritrova la ragazza, una delle ebree perseguitate nel primo episodio, al banchetto per la promozione di Landry, dove ruba una borsa piena di denaro. Parsifal riesce a farsi rendere la borsa, ma viene derubato dell'anello di Marie. Tornata in città, la ragazza si incontra con un uomo il cui obiettivo è quello di arrivare a Parsifal. L'anello sarà un'esca per attirarlo a lui.
L'episodio si chiude con il ritrovamento del corpo sgozzato del saraceno e Landry che fa sigillare il Tempio, sicuro che l'assassino si trovi fra di loro.

## Chi trova se stesso, trova Dio
- Titolo originale: He Who Discovers His Own Self, Discovers God
- Diretto da: David Petrarca
- Scritto da: David Elliot e Jason Grote

### Trama
Nell'indagare il corpo del morto, Landry riscontra sul polso di quest'ultimo un marchio a forma di  stella uguale a quello di un uomo sconosciuto in un suo ricordo, che tiene in mano un'arancia, il simbolo che diede il segnale a Goffredo. Landry dà il via ad un'indagine da parte di Galvano, mentre lui parte per le Ardenne, per incontrare un certo Giona. A Tancredi lascia il compito di controllare Galvano. Dopo un breve giro di interrogatori, Galvano formula la sua accusa: Pierre, uno degli iniziati, che confessa, dopo essere stato fustigato, e viene condannato all'impiccagione. Nonostante la confessione, Tancredi è sicuro che non sia lui il colpevole. Questo perché, come poi lo stesso Tancredi dice a Galvano, è stato lui stesso ad uccidere il saraceno, spaventato dalla minacce del moro. Accusato a sua volta di omicidio, Tancredi viene imprigionato. Giunto da Giona, Landry gli mostra il simbolo, ma l'anziano non può essergli d'aiuto. Gli chiede, però, di raccontare la sua infanzia, dalla quale scaturirà la verità. Per aiutarlo in quest'intento, gli somministra una medicina. Scopriamo che Landry, abbandonato dalla madre in un convento, assistette alla venuta di un uomo in cerca di Goffredo, per breve tempo ospite presso le suore. Landry raggiunse Goffredo per metterlo in guardia. Raggiunti dall'uomo, un cataro di nome Malraux, in cerca del Graal, vengono presi di sorpresa. Malraux minaccia Landry, riferendosi a lui come figlio di Goffredo, e Landry si lascia sfuggire l'ubicazione del Graal ma riesce ad arrivarci prima del cataro e poi fugge con la reliquia, mentre Goffredo viene ferito. Il ragazzo viene raggiunto da Malraux, che però viene a sua volta ucciso dal Templare, il quale non stava realmente trasportando il Graal con sé. Fuggiti nel deserto, vengono raggiunti da un gruppo di saraceni il cui capo offre a Goffredo un'arancia e presenta sul polso lo stesso simbolo del saraceno morto a Parigi. Tornati nel presente scopriamo che quel gruppo di uomini è la Fratellanza della Luce, una confraternita leggendaria senza guida che uccide e sparisce, e usa come segnale un'arancia. Tornato a Parigi, Landry espone un'arancia fuori dal Tempio.
Giovanna, sopravvissuta all'assunzione della medicina, si prepara ad accogliere sua cugina Elena di Catalogna, madre di Luigi, che da subito si dimostra poco propensa all'appoggio militare contro l'Inghilterra. De Nogaret, intanto, continua le sue macchinazioni e confida all'ambasciatore di Catalogna ciò che ha visto nelle stanze di Isabella. Elena, indispettita da queste rivelazioni, minaccia di far saltare il matrimonio. Giovanna, furiosa con Isabella, la accusa di essere stata troppo precipitosa, ma cede al pianto quando la figlia le racconta del suo amore per Luigi. Decide, quindi, di aiutare la figlia ad ottenere l'agognato matrimonio. Elena è pronta a soprassedere, in cambio della Navarra, ma il Re, sicuro della purezza della figlia, decide di sottoporla all'esame di purezza: mostrare davanti a tutti l'integrità del proprio imene. Sottoposta all'umiliante procedura, la principessa viene dichiarata vergine da un'ancella d'accordo con Giovanna, e Elena acconsente al matrimonio. L'ancella però si è anche accorta della gravidanza di Giovanna, che è ancora in corso, poiché la sua servitrice ha sostituito la medicina. Per ovviare al problema della gravidanza, Giovanna decide di condividere di nuovo il letto con il Re dopo anni. Isabella è sicura che sia stato Luigi a parlare del loro amplesso e confida a De Nogaret di non volerlo più sposare. Chiede all'uomo di aiutarla, ma vengono interrotti dal ritrovamento del cadavere del cavallo che era stato donato al re d'Inghilterra.
L'uomo calvo è impaziente di incontrare Parsifal e dà indicazione all'ebrea  di portarlo fuori Parigi. Parsifal, alla ricerca della collana, viene con l'inganno condotto fuori città. Durante il tragitto, racconta all'ebrea dell'uccisione della moglie da parte di un bandito di nome Roland. Spaventata da questo nome, la ragazza rivela di essere stata pagata da Roland stesso e riconsegna a Parsifal la collana. Roland si vendica, attaccando il gruppo di ebrei.

## Pentiti, fratello
- Titolo originale: Hard Blows Will Banish the Sin
- Diretto da: Metin Hüseyin
- Scritto da: Sharon Hoffman e Vivian Tse

### Trama
Il momento della punizione di Tancredi è imminente. Gli viene proposto di pentirsi dei suoi crimini, ma il Cavaliere rifiuta. Landry dà dunque il via al pestaggio. Nonostante l'umiliazione e il dolore, Tancredi non cede.
La Francia, intanto, minacciata dall'Inghilterra, si prepara alla guerra, nonostante De Nogaret sia più propenso a cercare una pace con Re Edoardo II. La situazione precipita quando anche l'ambasciatore sparisce, presumibilmente richiamato in patria. In un tentativo disperato, De Nogaret chiede aiuto a Bonifacio, il quale accetta di aiutarlo. Proprio mentre il Papa si sta avvicinando al Re per dissuaderlo dalla guerra, De Nogaret perde i sensi, avvelenato. La colpa ricade immediatamente sugli inglesi. Landry, richiamato a corte, inizia un'indagine, coadiuvato da Galvano. Basta poco a Galvano per scoprire una cassa di fuoco greco, arma molto pericolosa e il cui più grande esperto fra i Templari è Tancredi. Interrogato, Tancredi racconta di un alchimista mongolo, un mercenario introvabile che indossa una maschera. Dà a Galvano e Parsifal dei suggerimenti per rintracciare il fuoco greco usando lo zolfo. Neanche Draper riesce a capire quale veleno abbia colpito De Nogaret e il Papa gli dà l'estrema unzione. Durante un litigio, la Regina Giovanna confida a Landry di portare in grembo suo figlio e di aver ripreso a condividere il letto con il Re per ingannarlo. In seguito Landry, preoccupato per il fuoco greco, cerca di convincere il Re a rimandare il matrimonio, fallendo, poiché il Re è determinato a celebrarlo nel palazzo, sotto la protezione dei Templari. Il matrimonio ha inizio, ma proprio mentre Bonifacio sta per terminare la funzione, l'uomo mascherato, dopo aver colpito Landry con un colpo di balestra indirizzato al Re, rapisce Isabella. Luigi insegue la carrozza e, proprio mentre cerca di salirvi, Isabella salta giù e il mongolo fa esplodere il mezzo. Tornata a palazzo, la principessa somministra a De Nogaret l'antidoto al veleno, a compimento del loro piano. Il mongolo che, tolta la maschera, si rivela essere  una donna, di nome Altani, raggiunge l'ambasciatore inglese suo prigioniero. Subito dopo di lei, arriva De Nogaret che mette al corrente il Conte Oxford degli ultimi sviluppi e fa ricadere su di lui la colpa dell'omicidio di Luigi. Non appena De Nogaret si allontana, la donna uccide il Conte, cancellando così ogni prova del complotto. Papa Bonifacio fa sapere a De Nogaret di avere dubbi sul suo coinvolgimento nell'accaduto, mentre Filippo pare credere ciecamente alle parole del suo consigliere. Placato dalla faccenda, il Re accorda a De Nogaret di inviare una proposta di pace all'Inghilterra con la promessa della mano di Isabella.
Draper viene intercettato per strada dal capo della Fratellanza della Luce che reclama il corpo del saraceno, che si scopre essere suo figlio. Landry decide di rendere il corpo del saraceno al padre e scongiura Tancredi di pentirsi.
Parsifal va alla ricerca di Adelina e scopre che la ragazza è sulle tracce di Roland. Adelina rintraccia Roland mentre invia un messaggio a qualcuno, ma nel procedere dell'inseguimento, viene scoperta. Su indicazione di Galvano, Parsifal rinuncia al suo passato e alla collana cedendola come tributo all'albero al quale tutti i Templari hanno lasciato qualcosa.
L'episodio termina con Giovanna che rifiuta la proposta di Landry di fuggire insieme e condivide di nuovo il letto con il Re, mentre il Templare viene rapito da Rashid, il capo della Fratellanza della Luce.

## L'inganno svelato
- Titolo originale: The Pilgrimage of Chains
- Diretto da: Metin Hüseyin
- Scritto da: Sonny Postiglione

### Trama
Landry è prigioniero di Rashid, che lo interroga sulla madre. Dopo varie torture, viene liberato da un uomo che si qualifica come l'amico di Goffredo che in passato Landry ha già incontrato. L'uomo rivela che Goffredo, con la pergamena, voleva fargli sapere che il Graal si nasconde nel luogo dove Landry è nato. Rivela, anche, che lo scopo della Fratellanza, costituita di uomini di ogni religione, è di proteggere il Graal, che è molto più di una semplice reliquia. Landry, però, capisce che è tutta una messinscena congegnata da Rashid, per fargli rivelare dettagli del suo passato con Goffredo. Mettendo Rashid a conoscenza del pericolo che il Graal corre lasciando libero Roland e i suoi banditi, Landry ottiene la libertà, ma viene a conoscenza del fatto che fu Goffredo a tradirli ad Acri, lasciando entrare i saraceni di Rashid, per impedire che il Graal finisse in mani sbagliate. Per ottenere la libertà, però, Landry viene costretto a consegnare a Rashid l'uomo che ha ucciso suo figlio, cioè Tancredi.
Intanto, Adelina si confronta con Roland e, dopo una breve lotta, riesce con l'inganno a farlo arrestare e a farlo portare ai Templari. Il giorno dopo, Landry viene liberato e viene subito messo al corrente dell'arresto di Roland. Seppur violentemente interrogato da Landry, che rischia quasi di ucciderlo, il bandito non rivela la posizione del Graal. Il Maestro si presenta da Tancredi e lo espelle dal Tempio, con lo scopo di metterlo al sicuro dalla Fratellanza. Quando ormai Landry è rassegnato ad aver perso la possibilità di trovare il Graal, Tancredi si costituisce a Rashid e si pente dei suoi crimini. In cambio, Rashid indirizza Landry verso il luogo in cui ha incontrato Goffredo la prima volta e si mette al servizio del Maestro. Come ringraziamento per Adelina, Parsifal le offre una borsa di denaro da condividere con la sua gente. Adelina, a sua volta, consegna al ragazzo il messaggio che Roland stava per far spedire.
A corte, intanto, gli inglesi incolpati ingiustamente della cospirazione vengono giustiziati, mentre Re Edoardo accetta la proposta di pace. Come premio per De Nogaret, Re Filippo gli concede una terra e lo nomina Cavaliere. Nel frattempo, un ospite di Guglielmo arriva a Parigi, l'uomo più pericoloso di tutta la Francia. L'uomo si rivela essere Malraux, zio di De Nogaret, convocato per uccidere il Papa e recuperare il Graal, minando il potere dei Templari. Malraux mette a disposizione un esercito di duemila mercenari, che appaiono pochi agli occhi di De Nogaret, il quale promette di trovare più soldi per un esercito più numeroso. Isabella, che si trova nell'ufficio di De Nogaret per preparargli una sorpresa per la recente nomina, scopre il passaggio segreto che l'uomo usa per spiare le stanze del castello. Scopre così che è stato proprio Guglielmo a mettere in giro la voce della sua deflorazione e lo accusa davanti a tutti di aver ucciso Luigi. Re Filippo lo condanna all'impiccagione, ma proprio mentre la punizione sta per essere comminata, Malraux libera il nipote e lo porta via con sé.

## Il volere di Dio
- Titolo originale: And Certainly Not the Cripple
- Diretto da: Douglas Mackinnon
- Scritto da: David Elliot e Jason Grote

### Trama
La regina Elena di Catalogna, in collera per la morte del figlio, fa prigionieri alcuni abitanti della Navarra e taglia loro le mani. Venuto a sapere dell'attacco alla Navarra, Filippo si prepara alla guerra. Giovanna, in ansia per la propria patria, parte insieme alla sua servitrice per la Spagna, contro il volere di Filippo. Giunta in Navarra , viene messa al corrente della situazione bellica dal Governatore De Rouvray e indice un consiglio dei nobili che però sono riluttanti ad ascoltarla, ritenendola non degna di fiducia. Quando la regina Elena invia un messaggio sanguinario a Giovanna, la regina di Francia decide di incontrarla.
Landry ritorna al convento dove è cresciuto, ma lo trova bruciato, perdendo così ogni speranza di ritrovare il Graal. Tornato a Parigi, mette al corrente il Papa del tradimento di Goffredo, del coinvolgimento della Fratellanza della Luce, del suo patto con loro per ottenere informazioni riguardo alla reliquia e del fallimento della sua missione. Nello stesso momento anche De Nogaret, che si finge un mendicante per fuggire al re, viene aggiornato da Galvano. Biasimando Landry per la pessima gestione della situazione, il Papa impedisce al Maestro di procedere nella ricerca. Come se non bastasse viene raggiunto dalla notizia che la Regina ha messo al corrente la corte della gravidanza. Filippo e Landry, preoccupati per la sorte di Giovanna, escono in città per passare una serata mescolati alla gente comune e il Re viene coinvolto in una rissa in una taverna. Alla fine della serata Filippo si rivolge a Landry come suo unico amico e il Maestro, colpito dalle sue parole, confida a Galvano il peccato commesso con Giovanna senza fare il nome della Regina, aggiungendo anche di voler rinunciare alla carica di Maestro poiché la sua fede vacilla sempre di più; anche di questo Galvano informerà De Nogaret. Tornato all'orfanotrofio, Landry incontra una donna che si prende la colpa dell'incendio. Condotta a Parigi, la donna rivela di aver bruciato l'orfanotrofio su ordine di Goffredo e che il Graal è in salvo. Mette anche in guardia Landry di tenere per sé le parole che lei gli sta confidando e gli dice di non fidarsi di nessuno e soprattutto di Draper, del Re e di Galvano. Infine, la donna rivela di essere lei l'indizio lasciato da Goffredo e dà appuntamento a Landry per il mattino successivo. Prima di partire, Galvano chiede a Landry se lo farà bere dal Calice una volta che lo avranno trovato, ma Landry non lo accontenta, sicuro che il Graal non debba essere usato con così tanta leggerezza. Ormai senza più senno, Galvano è sicuro che il suo scopo sia quello di sottrarre la reliquia a Landry. La mattina successiva il Maestro dei Templari parte con la donna, portandosi dietro Galvano, nonostante gli avvertimenti ricevuti. Insieme, giungono ad un convento, la cui badessa è la stessa dell'orfanotrofio in cui Landry è cresciuto. Indirizzati dalla donna misteriosa, i due Templari giungono ad un albero di arance, tra i cui rami è incastonato il baule dentro cui Goffredo teneva il Graal. Dentro al baule, finalmente Landry trova il calice, ma Galvano immediatamente lo attacca senza successo. Lo storpio accusa il Maestro di aver tradito i suoi ideali e lo sfida a duello. Landry sconfigge facilmente Galvano, ma invece che ucciderlo come lo storpio vorrebbe, lo stordisce e lo abbandona. A quel punto chiede alla donna di lasciar andare il confratello quando si risveglierà e le confida di voler portare il Graal prima al Tempio e successivamente al Papa. La donna si oppone, preoccupata per i pericoli in cui Landry incorrerebbe e si rivela come sua madre, per convincerlo della sua buona fede.
Parsifal, letto il biglietto di Roland (firmato IV), lo interroga, ma viene fermato da Draper che lo accusa di non aver ancora dimenticato il suo passato. Il ragazzo, rassegnato a non riuscire a dimenticare Marie, recupera la collana dall'albero. Roland deve essere scortato a Genova, città in cui verrà giudicato e Parsifal, con un inganno, riesce a prendere il posto del soldato incaricato alla scorta. Accecato dall'ira, il novizio tortura Roland fino a che l'uomo non gli rivela il nome della persona per cui lavora e poi lo uccide. Tornato in città, confida a Pierre le sue scoperte e il ragazzo lo passa a fil di spada prima che possa avvisare anche Landry.
De Nogaret, intanto, apprende che la Regina è incinta e, grazie alle informazioni ricevute da Galvano, capisce che il figlio è di Landry.

## IV
- Titolo originale: IV
- Diretto da: Douglas Mackinnon
- Scritto da: Vincent Angell

### Trama
In Navarra, Giovanna incontra Elena, sicura della vittoria. Le richieste di Elena sono la possibilità di seppellire Luigi e un risarcimento. Giovanna pare intenzionata a rifiutare, sicura di poter contare sui rinforzi di Filippo, ma viene informata che il Re è tornato sui suoi passi e che lei deve tornare in Francia. La Regina, però, rifiuta categoricamente. A causa degli ultimi sviluppi, i nobili non sono più intenzioni a sottostare agli ordini di Giovanna. Anche il Governatore si dimostra un pusillanime, quando permette a Elena di entrare al castello. Prima di lasciare che Giovanna riparta per la Francia, Elena pretende il suo risarcimento. Essendo a conoscenza del coinvolgimento di Isabella nella morte del figlio, mette Giovanna davanti ad una scelta: o Isabella o il figlio che porta in grembo. In un ultimo confronto, la Regina di Francia riesce ad ingannare Elena, facendo leva sul sentimento materno, e la pugnala a tradimento. Con la morte di Elena, grazie al carisma di Giovanna, inizia un'era di pace fra Catalogna e Navarra. L'ultima decisione, prima di tornare in Francia, è di portare Isabella in Navarra e crescere lì il bambino che porta in grembo, insieme a Landry, se lui vorrà.
A Parigi, Pierre rinchiude il cadavere di Parsifal in una delle tombe dei Templari deceduti. Landry fa ritorno al Tempio con il Graal e lo mostra come trofeo ai suoi confratelli. Pierre, per coprire il suo crimine, mette Landry al corrente del fatto che Parsifal è riuscito con l'inganno a interrogare Roland, ma che non ha fatto ritorno dal viaggio. Il Maestro, determinato a recuperare la lettera firmata IV, invia un contingente di uomini alla ricerca di Parsifal. Landry, rimasto al Tempio, riceve la visita di Rashid che vuole congratularsi e far valere l'accordo stipulato poco tempo prima, cioè tenere al sicuro il Graal. In questo intento viene appoggiato dalla madre di Landry, che però vuole consegnare la reliquia al Papa, che sta tornando a Parigi. Venuto in possesso della reliquia, il Papa è più che deciso ad indire una nuova crociata per sottrarre la Terra Santa ai saraceni. Landry espone i suoi dubbi al pontefice, che si dimostra convinto e parte per tornare a Roma. Mentre fa per andarsene con i suoi soldati, Landry nota che ognuno di essi ha inciso un numero romano sull'armatura e li ricollega alla firma “IV” sul messaggio di Roland. Capisce, dunque, che Roland è una delle guardie papali e che l'uomo stava lavorando fin dall'inizio per Bonifacio.  Il Maestro dei Templari si confronta dunque col Papa, che ammette il suo coinvolgimento nell'omicidio di Goffredo. Il suo scopo era quello di utilizzare la reliquia per riurnire i Paesi europei in un unico grande stato unito nella fede in Dio. Guardie papali e Templari ingaggiano una battaglia, mentre il Papa fugge aiutato da Pierre che si rivela come un traditore. Landry, la madre e Rashid respingono l'assalto dell'esercito papale, ma il saraceno viene gravemente ferito e  viene salvato dal pronto intervento di Draper. Gli assediati sono costretti ad uscire quando viene diffuso un agente velenoso tramite il camino. Sotto la guida di Landry, il piccolo contingente esce dal Tempio e si confronta con i soldati del Papa, con l'aiuto improvviso della Fratellanza della Luce. Rashid viene di nuovo colpito, questa volta fatalmente, ma prima di morire affida a Landry un rosario da lasciare sulla tomba del figlio. Quando Rashid spira, uno degli uomini della Fratellanza si fa avanti e si toglie la maschera, rivelando il volto di Tancredi.
De Nogaret, intanto, si incontra con il capo dei mercenari, al quale offre un'ingente somma di denaro per formare un esercito. Per raccogliere i soldi necessari, si serve del suo vecchio paggio, ancora al servizio presso il Re. Con l'aiuto del ragazzo, De Nogaret entra a corte e mette al corrente Filippo della presenza del Graal a Parigi e della minaccia che i Templari rappresentano per la Francia e per il trono. Re Filippo non si lascia convincere facilmente, data l'amicizia che intercorre tra lui e Landry, ma sembra vacillare quando De Nogaret gli rivela che è proprio il Maestro dei Templari ad aver messo incinta Giovanna. Il Re, ancora dubbioso, vuole cercare delle prove inconfutabili per sostenere la tesi di De Nogaret. Nel frattempo, però, concede al suo ex ciambellano il denaro per pagare l'esercito di mercenari che si opporrà ai Templari, nel caso Guglielmo abbia ragione.

## La scomunica
- Titolo originale: Fiat!
- Diretto da: Douglas Mackinnon
- Scritto da: Sharon Hoffman e Vivian Tse

### Trama
Tornato tra le grazie del Re, De Nogaret mostra al sovrano l'esercito di mercenari che si opporrà ai Templari, mentre Landry mette al corrente i suoi confratelli del coinvolgimento di Bonifacio nella morte dei loro compagni. Chiede, inoltre, di seguirlo nella sua guerra contro la Chiesa a chiunque se la senta di affrontare una sicura scomunica. In un colloquio con Tancredi, Landry apprende di come l'amico abbia preso il posto di Goffredo nella Fratellanza. Il Maestro avanza l'ipotesi di recuperare e distruggere il Graal, ma Tancredi lo contraddice: la reliquia ha una storia molto più antica di quello che si crede e non è solo il calice di Cristo. I due vengono interrotti da Draper che avvisa Landry di una denuncia formulata del Papa sulla sua persona. Ora Landry è sempre più deciso a parlare con il Gran Maestro De Molay, nonostante abbia emesso un ordine di arresto nei suoi confronti. Prima della partenza del Maestro, Tancredi viene riammesso nell'Ordine. Un folto gruppo di Templari, capitanato dallo stesso Landry e da Tancredi, parte da Parigi per Chartres. Giunti a destinazione, Landry incontra il Gran Maestro e cerca di convincerlo a dichiarare guerra alla Chiesa. De Molay, convinto che il bene dei Templari sia seguire il Papa in Terra Santa, fa arrestare Landry per portarlo davanti ad un tribunale, presieduto dal Papa stesso, presente anch'egli a Chartres. Il piano di landry è di rubare il Graal al papa mentre è in corso il processo. Il processo ha inizio, in un vortice di accuse. La svolta si ha quando il Papa chiama Galvano a testimoniare. L'accusa che fa propendere il Gran Maestro per la scomunica, è quella di aver giaciuto con una donna e di averla ingravidata. Mentre il Papa sta pronunciando la scomunica, si presenta al suo cospetto la madre di Landry che, dopo aver rivelato che è Giovanna la donna ingravidata dal figlio, annuncia al pontefice di avere notizie sul Graal e che questa nuova conoscenza sui misteri del Graal lo convincerà a liberare Landry. Intanto Tancredi porta avanti il piano di Landry, ma incappa in Altani che lo stordisce, si impossessa del Graal e fugge. Bonifacio interrompe la scomunica e si scusa con Landry, mentre i Templari si preparano ad inseguire Altani.
Giovanna ritorna a Parigi, determinata a chiedere al Re indipendenza. La Regina non perde tempo e ordina ad Isabella di preparare i bagagli immediatamente e le promette che quando avranno più tempo risolveranno la faccenda del suo coinvolgimento nella morte di Luigi. Prima della partenza, Giovanna lascia a Sofia il compito di portare un biglietto a Landry, ma le due vengono interrotte da Filippo che invita la moglie a cena. Giovanna, però, capisce che il Re conosce il suo segreto e, preoccupata, si confida con Sofia, ma il loro dialogo viene origliato da Isabella, tramite il passaggio segreto di De Nogaret. Per il banchetto, il Re fa recapitare a Giovanna l'abito che indossava quando ha ballato con Landry e le chiede di presentarsi con i capelli legati in una treccia. Durante il ballo, il Re dà ordine di portare al suo cospetto Sofia. La ragazza viene brutalmente interrogata riguardo al veleno per l'aborto trovato nelle sue stanze. Il pestaggio viene interrotto da Giovanna, che ammette di essere stata lei a chiedere a Sofia di procurarsi la medicina. A questo punto, la Regina prende la sua servitrice e Isabella e si prepara a partire, ma viene intercettata da Filippo grazie al tradimento di Isabella e fa imprigionare la moglie.
L'episodio si conclude con Galvano che raggiunge Landry ancora ai ceppi e lo colpisce alla gamba, spezzandogliela.

## Alza gli occhi al cielo
- Titolo originale: Do You See the Blue?
- Diretto da: Douglas Mackinnon
- Scritto da: Dominic Minghella e Sonny Postiglione

### Trama
Landry, colpito da Galvano, viene soccorso da Draper che scongiura il pericolo di una frattura. Raggiunto dal Papa, viene inviato sulle tracce di De Nogaret, che nel frattempo ha ricevuto il Graal da Altani e si prepara a contrastare la volontà del Papa di riunire l'Europa. Il Papa promette a Landry di rivelargli ciò che sua madre gli ha raccontato riguardo al Graal, quando il calice ritornerà in suo possesso. La reliquia, però, è ora nelle mani di Filippo che attende che Landry torni per riprenderselo, in modo da punirlo per essere andato a letto con Giovanna. Ormai riabilitato, Landry chiede al Gran Maestro di mobilitare l'intero Tempio di Francia per andare alla ricerca del Graal, ma la richiesta non viene accolta. Filippo, preso dall'ira per il rifiuto di Giovanna alla sua proposta di perdonarla e crescere il figlio come se fosse suo, ordina a De Nogaret di occuparsi di Landry prima che l'uomo rientri a Parigi. Giovanna, però, origlia una conversazione e apprende del piano del Re e di De Nogaret e si ripresenta dal sovrano, tornando sulla sua decisione. Il Re, però, intuendo le vere motivazioni di Giovanna, non fa ritirare le truppe mercenarie e promette alla moglie di uccidere il bambino non appena sarà nato. Giovanna, disperata, colpisce il Re con un candelabro stordendolo e ruba il Graal. All'accampamento Templare, Landry confida a Tancredi di non aver intenzione di restituire Il Graal al Papa una volta recuperatolo e di volerlo consegnare alla Fratellanza. Appena prima della partenza, Giovanna, esausta, raggiunge i Cavalieri e avvisa Landry del piano di Filippo. Purtroppo la Regina è arrivata tardi e i Templari si apprestano alla battaglia con i mercenari guidati da Galvano, mentre Giovanna viene portata in salvo insieme al Graal. Mentre infuria la battaglia e i Templari si accorgono di essere in inferiorità numerica, Giovanna entra in travaglio con Draper ad assisterla durante il parto. Landry viene allontanato dal resto del suo esercito da un manipolo di mercenari, che lo portano al cospetto di Filippo, con il quale il Maestro ingaggia un duello. Mentre i due combattono, Giovanna e Draper vengono raggiunti dai mercenari e Tancredi affronta Galvano. Riuscita nuovamente a fuggire, Giovanna raggiunge Landry proprio mentre Filippo lo sta per uccidere e supplica il sovrano di risparmiarlo. Filippo, dunque, sceglie di risparmiare Landry, ma colpisce la moglie al suo posto. Intanto, le sorti della battaglia vengono deciso dall'arrivo di De Molay e dell'intero Tempio di Francia, che fanno ritirare l'esercito, compreso il Re. I due amanti vengono soccorsi dal resto dei Templari, proprio quando Landry decide di far bere Giovanna dal Graal. La donna, però, muore tra le braccia dell'amato, nonostante le sorsate prese dal calice. In preda all'ira, il Maestro dei Templari distrugge la reliquia, ma nell'abbracciare Giovanna sente il bambino muoversi nel suo grembo. Draper, tentando un intervento appreso in Siria, estrae la bambina dal ventre della defunta regina.
Al funerale di Giovanna, Landry pronuncia uno struggente monologo riguardo al suo amore per la Regina, davanti agli altri Templari, compreso De Molay e il suo assistente. Quest'ultimo approfitta della disattenzione generale, raggiunge il luogo dove sono conservati i cocci del Graal e estrae da esso un minuscolo foglio di pergamena. Dopo averne letto il contenuto, lo mette in bocca e lo deglutisce.
L'episodio termina con Landry che si allontana con la bambina dal campo di battaglia, che nel frattempo è diventato un cimitero a forma di croce, che accoglie i corpi dei suoi Confratelli caduti.